# Тишкі-Ґостери
Тишкі-Ґостери (пол. Gostery) — село в Польщі, у гміні Червін Остроленцького повіту Мазовецького воєводства.
Населення — 89 осіб (2011).
Вперше згадується у 15-му столітті.
У 1975-1998 роках село належало до Остроленцького воєводства.

## Демографія
Демографічна структура станом на 31 березня 2011 року:
|          | Загалом | Допрацездатний вік | Працездатний вік | Постпрацездатний вік |
| -------- | ------- | ------------------ | ---------------- | -------------------- |
| Чоловіки | 41      | 13                 | 23               | 5                    |
| Жінки    | 48      | 17                 | 22               | 9                    |
| Разом    | 89      | 30                 | 45               | 14                   |